# Rhampsinitus
Genre
Rhampsinitus est un genre d'opilions eupnois de la famille des Phalangiidae.

## Distribution
Les espèces de ce genre se rencontrent en Afrique subsaharienne.

## Liste des espèces
Selon World Catalogue of Opiliones (03/05/2021) :
- Rhampsinitus angulatus Lawrence, 1962
- Rhampsinitus ater Roewer, 1912
- Rhampsinitus bettoni (Pocock, 1903)
- Rhampsinitus brevipalpis Lawrence, 1962
- Rhampsinitus brevipes Kauri, 1961
- Rhampsinitus capensis (Loman, 1898)
- Rhampsinitus conjunctidens Taylor, 2017
- Rhampsinitus crassus Loman, 1898
- Rhampsinitus cristatus Lawrence, 1931
- Rhampsinitus discolor (Karsch, 1878)
- Rhampsinitus echinodorsum Roewer, 1912
- Rhampsinitus ephippiatus Roewer, 1956
- Rhampsinitus fissidens Lawrence, 1933
- Rhampsinitus flavidus Lawrence, 1931
- Rhampsinitus forsteri Kauri, 1961
- Rhampsinitus fuscinatus Roewer, 1956
- Rhampsinitus granarius Roewer, 1916
- Rhampsinitus hewittius (Roewer, 1956)
- Rhampsinitus hispidus Roewer, 1911
- Rhampsinitus ingae Kauri, 1961
- Rhampsinitus keniatus (Roewer, 1956)
- Rhampsinitus lalandei Simon, 1879
- Rhampsinitus lawrencei Staręga, 1984
- Rhampsinitus leighi (Pocock, 1903)
- Rhampsinitus levis Lawrence, 1931
- Rhampsinitus longipalpis Lawrence, 1931
- Rhampsinitus maculatus Kauri, 1961
- Rhampsinitus morosianus Kauri, 1961
- Rhampsinitus nubicolus Lawrence, 1963
- Rhampsinitus pectinatus Roewer, 1956
- Rhampsinitus qachasneki Kauri, 1961
- Rhampsinitus quadridens Lawrence, 1949
- Rhampsinitus quadrispina Roewer, 1911
- Rhampsinitus salti Roewer, 1951
- Rhampsinitus scabrichelis Roewer, 1956
- Rhampsinitus scutiger Roewer, 1956
- Rhampsinitus soerenseni Mello-Leitão, 1944
- Rhampsinitus somalicus Caporiacco, 1927
- Rhampsinitus spenceri (Pocock, 1903)
- Rhampsinitus spinifrons Roewer, 1915
- Rhampsinitus suzukii Kauri, 1985
- Rhampsinitus telifrons (Pocock, 1903)
- Rhampsinitus tenebrosus Lawrence, 1938
- Rhampsinitus traegardhi Kauri, 1961
- Rhampsinitus transvaalicus Lawrence, 1931
- Rhampsinitus unicolor Lawrence, 1931
- Rhampsinitus vittatus Lawrence, 1931

## Publication originale
- Simon, 1879 : « Descriptions d'Opiliones nouveaux. » Annales de la Société Entomologique de Belgique, Comptes-Rendus des Séances, vol. 22, p. 70–75 (texte intégral).